# Real Life
Real Life är det brittiska postpunkbandet Magazines debutalbum, utgivet i april 1978. Det finns med i boken  1001 Albums You Must Hear Before You Die.

## Låtlista
Alla låtar är skrivna och komponerade av Howard Devoto och John McGeoch om inte annat anges.. 
| Nr | Titel                                                | Längd |
| -- | ---------------------------------------------------- | ----- |
| 1. | Definitive Gaze                                      | 4:25  |
| 2. | My Tulpa                                             | 4:47  |
| 3. | Shot by Both Sides (Devoto, Pete Shelley)            | 4:01  |
| 4. | Recoil                                               | 2:50  |
| 5. | Burst (Devoto)                                       | 5:00  |
| 6. | Motorcade (Devoto, Bob Dickinson)                    | 5:41  |
| 7. | The Great Beautician in the Sky                      | 4:56  |
| 8. | The Light Pours Out of Me (Devoto, McGeoch, Shelley) | 4:36  |
| 9. | Parade (Barry Adamson, Dave Formula)                 | 5:08  |

| 10. | Shot by Both Sides (original single version)             | 4:01 |
| 11. | My Mind Ain't So Open                                    | 2:18 |
| 12. | Touch and Go                                             | 2:58 |
| 13. | Goldfinger (John Barry, Leslie Bricusse, Anthony Newley) | 3:50 |